# المغربة (كحلان عفار)

تعديل مصدري - تعديل

المغربة هي إحدى قرى عزلة عفار بمديرية كحلان عفار التابعة لمحافظة حجة، بلغ تعداد سكانها 72 نسمة حسب تعداد اليمن لعام 2004.